# Webster, Texas
Webster là một thành phố thuộc quận Harris, tiểu bang Texas, Hoa Kỳ. Năm 2010, dân số của xã này là 10400 người.

## Dân số
- Dân số năm 2000: 9083 người.
- Dân số năm 2010: 10400 người.